# Wilhelm Rosenbaum (Politiker)

Wilhelm Rosenbaum

Wilhelm Rosenbaum (* 10. Januar 1880 in Hüsten; † 5. März 1938 in Recklinghausen) war ein deutscher Politiker (NSDAP). Er ist nicht zu verwechseln mit seinem gleichnamigen Sohn Wilhelm Dietrich Rosenbaum (* 29. Oktober 1909 in Datteln; † 9. Dezember 1994 in Detmold), der 1938 erfolglos auf der Liste des Führers zur Wahl des Großdeutschen Reichstages am 10. 4. 1938 als Reichstagsabgeordneter vorgeschlagen wurde.

## Leben und Wirken
Nach dem Besuch der Volks- und Rektoratsschule absolvierte Rosenbaum, dessen Eltern im sauerländischen Hüsten ein Fuhrgeschäft betrieben, ab Dezember 1894 eine Ausbildung im kommunalen Verwaltungsdienst in Hüsten und war danach bei der Gemeindekasse des Amtes Hüsten angestellt. Nach seinem Militärdienst war er ab 1902 Beamter der Polizei in Dorstfeld, für die er bis 1908 tätig war. Nach einer mehrjährigen Tätigkeit als Häuserverwalter für das Bergwerk Emscher-Lippe verdiente Rosenbaum seinen Lebensunterhalt ab 1911 als Gastwirt zunächst in Oer-Erkenschwick und ab 1920 mit einer Gaststätte direkt gegenüber der Zeche König-Ludwig IV/V in Suderwich, die dann zu einem Stammlokal der SA werden sollte. Am Ersten Weltkrieg nahm Rosenbaum von 1914 bis 1918 als Offizierstellvertreter teil.
1922 trat Rosenbaum dem Völkischen Block bei. Seit dieser Zeit beschrieb er sich selbst als „gottgläubig“, nachdem er zuvor bis zu seinem 21. Lebensjahr der katholischen Kirche und dann, nach seiner Exkommunikation wegen der Ehe mit einer evangelischen Gastwirtstochter, der evangelischen Kirche angehört hatte. Zum 20. März 1926 trat er der NSDAP bei (Mitgliedsnummer 34.771). Für die NSDAP fungierte Rosenbaum ab 1926 als Gauinspektionsleiter Emscher-Lippe und wurde Anfang Januar 1930 Leiter der Ortsgruppe in Recklinghausen, deren Mitbegründer er war. Im Januar 1931 wurde er Bezirksleiter der NSDAP für Recklinghausen, Coesfeld und Lüdinghausen. Von Anfang Oktober 1932 bis Anfang Januar 1936 Kreisleiter der Partei des Kreises Recklinghausen-Stadt.
Für die NSDAP war er ab März 1933 Provinziallandtagsabgeordneter der Provinz Westfalen. Nach dem Machtantritt der Nationalsozialisten im Frühjahr 1933 wurde Rosenbaum außerdem am 1. Mai 1933 zum ehrenamtlichen Beigeordneten der Stadt Recklinghausen und im Mai 1934 zum preußischen Provinzialrat ernannt. Ab 1936  war er Gauamtsleiter und Gauinspektor der Gauleitung Westfalen-Nord.
Am 7. November 1935 zog Rosenbaum im Nachrückverfahren in den nationalsozialistischen Reichstag ein, dem er bis zu seinem Tod als Vertreter des Wahlkreises 17 (Westfalen Nord) angehörte. Zuvor hatte er im Juli 1932 und November 1933 erfolglos zu den Reichstagswahlen kandidiert.
Nach seinem Tode wurde die Suderwichstraße in Recklinghausen, an der die Gaststätte Rosenbaums lag, in "Wilhelm-Rosenbaum-Straße" umbenannt, was 1945 von den Briten sofort wieder rückgängig gemacht wurde. Sein Sohn Wilhelm D. Rosenbaum machte bei der NSDAP im Gau Westfalen-Nord, wo er an den Kampagnen gegen den Münsteraner Bischof Graf von Galen und die Freimaurerlogen beteiligt war, und später bei der SS Karriere als Kulturfunktionär. Er war bei Kriegsende Cheflektor des Nordland-Verlags der SS. Von der britischen Besatzungsmacht wurde er nach dem Kriege zu Internierungshaft verurteilt. Später hatte der gelernte Hotelkaufmann leitende Funktionen in der Getränkeindustrie.